# FCバーデン
FCバーデン（FC Baden）は、スイス・アールガウ州スイスに本拠地を置くサッカークラブ。現在はプロモーションリーグに所属している。

## 概要
1897年に設立され、1985-86シーズンには史上初めて国内1部リーグであるナツィオナール・リーガAでシーズンを戦ったが、30試合でわずか1勝しか挙げられず、ナツィオナール・リーガBへと降格した。それから20シーズンはリーガBでプレーしていたが、2005-07シーズン3部相当の1.リーガへ降格してからは、下部リーグでのプレーが続いている。
2021-22シーズン、1. リーガを17勝3分6敗という成績で優勝し、10シーズンぶりの3部復帰を掴んだ。

## 歴代所属選手
- ライモンド・ポント（英語版） 1988-1991
- ダヴィド・セサ（英語版） 1993-1994
- ムラデン・ペトリッチ 1998-1999